# Craig Robinson
Craig Phillip Robinson (* 25. října 1971 Chicago, Illinois, USA) je americký herec, komik, hudebník a zpěvák.

## Život a kariéra
Navštěvoval střední školu Whitney M. Young Magnet High School a vysokou školu Illinois State University. Robinson byl také učitelem hudby na základní škole Horace Manna v Chicagu.
Proslavil se svou rolí Darryla Philbina v seriálu Kancl (2005–2013) a Douga Judyho v seriálu Brooklyn 99 (2013-2021). Je také známý pro jeho častou spolupráci se Sethem Rogenem, včetně filmů Travička zelená (2008), Zack a Miri točí porno (2008), Apokalypsa v Hollywoodu (2013) a Buchty a klobásy (2016).
Daboval filmy jako Shrek: Zvonec a konec a Buchty a klobásy, svůj hlas propůjčil i filmům jako jsou Útěk z planety Země (2013), Percy Jackson: Moře nestvůr (2013) a Henchmen (2018). Hrál rovněž Raye Haywortha ve druhé sezóně dramatického seriálu Mr. Robot (2015). Věnuje se také hudbě. Příležitostně vystupuje se svou kapelou The Nasty Delicious po boku svého bratra Chrise Roba.